# Dark Paradise
Dark Paradise è un brano musicale della cantautrice statunitense Lana Del Rey, pubblicato il 1º marzo 2013 come quinto singolo in Austria e Germania e sesto in Svizzera dall'album Born to Die. Il singolo è stato scritto da Rick Nowels e dalla cantante stessa mentre la produzione è stata affidata a Emile Haynie (già produttrice di altri singoli della cantante). L'uscita del singolo è stata annunciata dalla stessa Del Rey a fine gennaio 2013.
Il singolo è stato utilizzato come sottofondo in una sala da ballo nell'episodio 3 della serie TV The Originals.

## Pubblicazione
In un'intervista a giugno 2012, Del Rey ha dichiarato che non avrebbe pubblicato la canzone come singolo, ma aveva pianificato di pubblicare un video musicale nel settembre 2012. Tuttavia non è uscito nessun video musicale e, il 29 gennaio 2013, Dark Paradise è stato inviato alle radio tedesche.  Lo stesso giorno è stato annunciato che la canzone sarebbe stata il quinto singolo in Austria e Germania e il sesto singolo in Svizzera.

## Accoglienza
La canzone ha ottenuto recensioni contrastanti da parte della critica. Randall Roberts di Los Angeles Times ha lodato le tracce Summertime Sadness e Dark Paradise mentre Billboard ha giudicato negativamente la traccia, definendola una «ballata scadente».

## Tracce
CD singolo
1. Dark Paradise (radio mix) – 3:52
2. Dark Paradise – 4:03

## Classifiche
| Classifica (2013) | Posizione massima |
| ----------------- | ----------------- |
| Austria           | 42                |
| Germania          | 45                |
| Polonia           | 5                 |
| Svizzera          | 48                |